# Ben Verhagen
Ben Verhagen (Amsterdam, 4 gennaio 1949) è un fumettista olandese.

## Carriera e stile
Il giovane redattore capo Thom Roep del settimanale olandese Donald Duck (DD) ritenne che il giornale dovesse fare un salto di qualità, arruolando alcuni giovani collaboratori per dare vita a nuove storie disneyane di produzione olandese, e non ristampando solo fumetti statunitensi; in questo contesto che il giovane Verhagen iniziò la sua attività disneyana negli anni Settanta.
L'artista iniziò a collaborare con Donald Duck realizzando storie con Paperino. Le storie con altri personaggi, come Ezechiele Lupo, Cip e Ciop, Fratel Coniglietto o Dumbo venivano, invece, realizzate da artisti come Dick Matema, Carol Voges e Eddy VanSchuylenberg.
Al contrario Verhagen, che con Fred Milton e Daan Jippes (art director della rivista) sono noti anche con il nome collettivo di "magnifici tre", realizzava storie brevi che si rifacevano al Carl Barks degli anni quaranta, storie in cui i paperi sfoggiano becchi lunghi e colli slanciati, come ad esempio in Paperino e i cuori d'oro.
Nel 1978 Ben scrisse e disegnò la sua prima storia da autore completo, Schepen sheren, breve avventura con Nonna Papera. Nello stesso periodo realizzò alcune copertine e tre storie con il piccolo indiano Penna Bianca. Ben presto, però, riprese ad occuparsi dei paperi, utilizzando adesso il Barks degli anni cinquanta come modello. Esempi di questo nuovo corso sono Viaggio alla Base Lunare Uno, scritta da Edwin Loftus, o Sulle orme di Giulio Verne, scritta da Jan Kruse.
Maturando è diventato una delle punte dell'emergente scuola olandese, misurandosi, come Barks, nella combinazione di caricatura e naturalismo.
Così, mentre i paperi mantengono delle forme stilizzate, gli oggetti, gli sfondi, i paesaggi risultano assolutamente realistici, senza dare alcun disturbo nella verosimiglianza della storia e nell'immedesimazione con i protagonisti da parte del lettore. Verhagen è giunto a consultare il National Geographic per rendere i suoi paesaggi ancora più verosimili, come soleva fare il suo maestro Carl Barks.